# 路易斯·施波尔
路易斯·施波尔（德語：Louis Spohr，1784年4月5日—1859年10月22日），原名路德維希·施波爾（Ludwig Spohr），德国作曲家、小提琴家、指挥家。 
作为指挥家，施波尔是瓦格纳的早期拥护者，曾指挥演出过他的数部歌剧。施波尔还是世界上最早使用指挥棒的指挥之一。

## 作品節選
施波尔创作了大量作品，其中小提琴协奏曲的数目很是惊人，歌剧和清唱剧也曾经十分流行。现在他的室内乐则是日渐引起关注。以下列舉其部分作品：
鋼琴
- A♭大調奏鳴曲，作品125

室內樂
- 弦樂四重奏，作品4
  - C大調第1號弦樂四重奏，作品4之1
  - G小調第2號弦樂四重奏，作品4之2
- D小調第3號弦樂四重奏，作品11
- E小調小提琴、中提琴二重奏，作品13
- 弦樂四重奏，作品15
  - E♭大調第4號弦樂四重奏，作品15之1
  - D大調第5號弦樂四重奏，作品15之2
- G小調第6號弦樂四重奏，作品27
- 弦樂四重奏，作品29
  - E♭大調第7號弦樂四重奏，作品29之1
  - C大調第8號弦樂四重奏，作品29之2
  - F小調第9號弦樂四重奏，作品29之3
- A大調第10號弦樂四重奏，作品30
- E大調八重奏，作品32
- 弦樂五重奏，作品33
  - E♭大調第1號弦樂五重奏，作品33之1
  - G大調第2號弦樂五重奏，作品33之2
- 小提琴二重奏，作品39
  - D小調二重奏，作品39之1
  - E♭大調二重奏，作品39之2
  - E大調二重奏，作品39之3
- E大調第11號弦樂四重奏，作品43
- 弦樂四重奏，作品45
  - C大調第12號弦樂四重奏，作品45之1
  - E小調第13號弦樂四重奏，作品45之2
  - 第14號弦樂四重奏，作品45之3
- C小調第1號鋼琴五重奏，作品53
- 弦樂四重奏，作品58
  - E♭大調第15號弦樂四重奏，作品58之1
  - A小調第16號弦樂四重奏，作品58之2
  - G大調第17號弦樂四重奏，作品58之3
- B小調第18號弦樂四重奏，作品61
- D小調雙弦樂四重奏，作品65
- 小提琴二重奏，作品67
  - A小調二重奏，作品67之1
  - D大調二重奏，作品67之2
  - G小調二重奏，作品67之3
- A大調第19號弦樂四重奏，作品68
- B小調第3號弦樂五重奏，作品69
- 弦樂四重奏，作品74
  - A小調第20號弦樂四重奏，作品74之1
  - B♭大調第21號弦樂四重奏，作品74之2
  - D小調第22號弦樂四重奏，作品74之3
- E♭大調雙弦樂四重奏，作品77
- 弦樂四重奏，作品82
  - E大調第23號弦樂四重奏，作品82之1
  - G大調第24號弦樂四重奏，作品82之2
  - A小調第25號弦樂四重奏，作品82之3
- E♭大調第26號弦樂四重奏，作品83
- 弦樂四重奏，作品84
  - D小調第27號弦樂四重奏，作品84之1
  - A♭大調第28號弦樂四重奏，作品84之2
  - B小調第29號弦樂四重奏，作品84之3
- E小調雙弦樂四重奏，作品87
- A小調第4號弦樂五重奏，作品91
- A大調第30號弦樂四重奏，作品93
- G小調第5號弦樂五重奏，作品106
- E小調第1號鋼琴三重奏，作品119
- F大調第2號鋼琴三重奏，作品123
- A小調第3號鋼琴三重奏，作品124
- E小調第6號弦樂五重奏，作品129
- D小調第2號鋼琴五重奏，作品130
- A大調第31號弦樂四重奏，作品132
- B♭大調第4號鋼琴三重奏，作品133
- G小調雙弦樂四重奏，作品136
- C大調弦樂六重奏，作品140
- C大調第32號弦樂四重奏，作品141
- G小調第5號鋼琴三重奏，作品142
- G小調第7號弦樂五重奏，作品144
- G大調第33號弦樂四重奏，作品146
- A小調七重奏，作品147
- E♭大調第34號弦樂四重奏，作品152
- E♭大調第35號弦樂四重奏，作品155（無編號作品第41號）
- G小調第36號弦樂四重奏，作品157（無編號第42號）

交響曲
- E♭大調第1號交響曲，作品20
- D小調第2號交響曲，作品49
- C小調第3號交響曲，作品78
- F大調第4號交響曲，作品86
- C小調第5號交響曲，作品102
- G大調第6號交響曲，作品116
- 第7號交響曲，作品121
- G大調第8號交響曲，作品137
- B小調第9號交響曲，作品143
- E♭大調第10號交響曲，作品156（無編號第8號）

序曲
- 《馬克白》（Macbeth）序曲，作品75
- D大調序曲，作品126

協奏曲
- A大調第1號小提琴協奏曲，作品1
- D大調第2號小提琴協奏曲，作品2
- C大調第3號小提琴協奏曲，作品7
- B小調第4號小提琴協奏曲，作品10
- E♭大調第5號小提琴協奏曲，作品17
- C小調第1號單簧管協奏曲，作品26
- G小調第6號小提琴協奏曲，作品28
- E小調第7號小提琴協奏曲，作品38
- A小調第8號小提琴協奏曲，作品47
- A大調雙協奏曲（第1號協奏交響曲），作品48
- D小調第9號小提琴協奏曲，作品55
- E♭大調第2號單簧管協奏曲，作品57
- A大調第10號小提琴協奏曲，作品62
- G大調第11號小提琴協奏曲，作品70
- A大調第12號小提琴協奏曲，作品79
- E大調第13號小提琴協奏曲，作品92
- A小調第14號小提琴協奏曲，作品110
- E小調第15號小提琴協奏曲，作品128
- A小調四重奏協奏曲，作品131

## 轶事
- 施波尔外表英俊，有一年，他往英国演出，穿上深红色外套，没想到刚刚英国国王逝世，好不尴尬。